# Arrampicata sportiva ai Giochi della XXXII Olimpiade
Le competizioni di arrampicata sportiva ai Giochi della XXXII Olimpiade si sono svolte dal 3 al 6 agosto 2021 presso l'Aomi Urban Sports Park. Si è trattato del debutto di questa disciplina ai giochi olimpici.

## Calendario
| Data          | Orario (UTC+9) | Evento                   |
| ------------- | -------------- | ------------------------ |
| 3 agosto 2021 | 17:00-22:40    | Qualificazioni maschili  |
| 4 agosto 2021 | 17:00-22:40    | Qualificazioni femminili |
| 5 agosto 2021 | 17:30-22:20    | Finale maschile          |
| 6 agosto 2021 | 17:30-22:20    | Finale femminile         |

## Podi
| Evento                    | Oro                 | Perform. | Argento           | Perform. | Bronzo         | Perform. |
| Gara maschile (dettagli)  | Alberto Ginés López | 28,00    | Nathaniel Coleman | 30,00    | Jakob Schubert | 35,00    |
| Gara femminile (dettagli) | Janja Garnbret      | 5,00     | Miho Nonaka       | 45,00    | Akiyo Noguchi  | 64,00    |

## Medagliere
| Pos.   | Paese       | Oro | Argento | Bronzo | Totale |
| ------ | ----------- | --- | ------- | ------ | ------ |
| 1      | Spagna      | 1   | 0       | 0      | 1      |
| 1      | Slovenia    | 1   | 0       | 0      | 1      |
| 3      | Giappone    | 0   | 1       | 1      | 2      |
| 4      | Stati Uniti | 0   | 1       | 0      | 1      |
| 5      | Austria     | 0   | 0       | 1      | 1      |
| Totale | Totale      | 2   | 2       | 2      | 6      |